# Leucomium commixtum
Leucomium commixtum är en bladmossart som beskrevs av Kindberg 1891. Leucomium commixtum ingår i släktet Leucomium och familjen Hypnaceae. Inga underarter finns listade i Catalogue of Life.